# Andrzej Stania
Andrzej Stania (ur. 3 lutego 1948 w Rudzie, zm. 15 listopada 2024) – polski samorządowiec, od 2000 do 2010 prezydent Rudy Śląskiej, prezes Związku Górnośląskiego.  

## Życiorys
Z zawodu górnik, do czasu przejścia na emeryturę pracował pod ziemią, następnie w dozorze, dochodząc do stanowiska głównego inżyniera ds. BHP. Od 17 kwietnia 2000 do 24 listopada 2000 był przewodniczącym rady miejskiej w Rudzie Śląskiej.
24 listopada 2000 został powołany na urząd prezydenta miasta. W 2002 wygrał wybory bezpośrednie na to stanowisko. W wyborach w 2006 z powodzeniem ubiegał się o reelekcję, otrzymując w pierwszej turze prawie 75% głosów. W 2010 przegrał w drugiej turze z Grażyną Dziedzic. Wszedł w tym samym roku w skład rady miasta, do której był wybierany również w 2014 i 2018.
Należał do Platformy Obywatelskiej. Został członkiem Związku Górnośląskiego, w latach 1992–1997 był wiceprezesem zarządu tej organizacji, a w latach 2010–2014 pełnił funkcję jego prezesa.
Był żonaty z Walerią, miał czworo dzieci.

## Odznaczenia i wyróżnienia
W 2009 otrzymał Złoty Krzyż Zasługi, a w 2010 Złoty Medal za Zasługi dla Straży Granicznej. W 2024 nadano mu tytuł „Zasłużony dla Miasta Ruda Śląska”.